# Abdullah İnce
Abdullah İnce (... – 22 luglio 2004) è stato un cestista turco.

## Carriera
Con la Turchia ha disputato tre edizioni dei Campionati europei (1971, 1973, 1975).

## Palmarès
- Campionato turco: 1

Muhafızgücü: 1973-74